# 奧馳亞
奧馳亞集團公司（英語：Altria Group, Inc.，原稱：Philip Morris Companies Inc.）是一家總部位於美國佛吉尼亞州亨利科縣的跨國菸草公司。該公司是菲利普·莫里斯煙草公司、約翰米德爾頓公司、美國無煙煙草公司的母公司。此外在世界大型釀酒公司南非米勒也有28.7%的股份。它是標準普爾500指數的成份，在2008年前也是道瓊斯工業平均指數的成份。
該公司在2007年1月23日改現名。同年3月30日卡夫食品從奧馳亞分離出來。2008年3月28日菲利普·莫里斯國際也從奧馳亞獨立。
2014年，奥驰亚收购了领先的电子烟制造商Green Smoke。
2018年12月7日奧馳亞斥資24億加元（約合18億美元）入股加拿大大麻生產商Cronos Group45%股權。
2018年12月20日奧馳亞集團斥資128億美元，收購電子煙初創公司JUUL Labs35%的股份。
2019年2月21日，Cronos Group Inc.宣布，公司股東以壓倒性多數批准了之前宣布的與奧馳亞集團的戰略投資協議。根據該協議，奧馳亞將以私募方式對Cronos Group進行約24億加元的股權投資，以換取公司普通股。奧馳亞還將收到Cronos集團的認股權證，如果完全行使，將為公司提供額外約14億加元的收益。向Altria發行的股份將導致Altria持有Cronos約45％的所有權權益（按非攤薄基準計算），而行使認股權證將使持股比例達到55％。

## 外部連結
- 官方网站
- 奧馳亞在OpenCorporates上的群組

- Altria的商業數據：  - Google
  - SEC filings
  - Yahoo!